# 투리 (사르데냐)

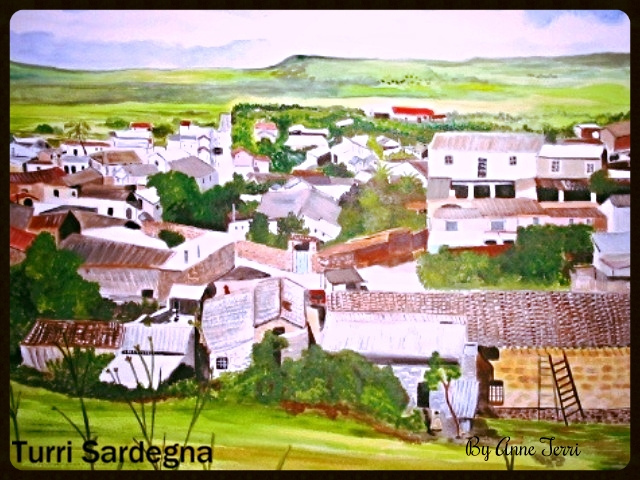
오래된 사진에서 가져온 아크릴 및 수채화

투리(Turri)는 이탈리아 사르데냐주 수드사르데냐도에 있는 코무네이다. 칼리아리에서 북서쪽으로 약 60 킬로미터 (37 mi) 떨어져 있고, 산루리에서 북쪽으로 약 15 킬로미터 (9 mi) 떨어져 있다. 2004년 12월 31일 기준으로 인구는 500명이고 면적은 9.6 제곱킬로미터 (3.7 mi2)이다.
투리는 다음 지방자치단체와 접해 있다: 바라딜리, 바레사, 제누리, 파울리아르바레이, 세추, 투일리, 우사라마나.